# گاندام

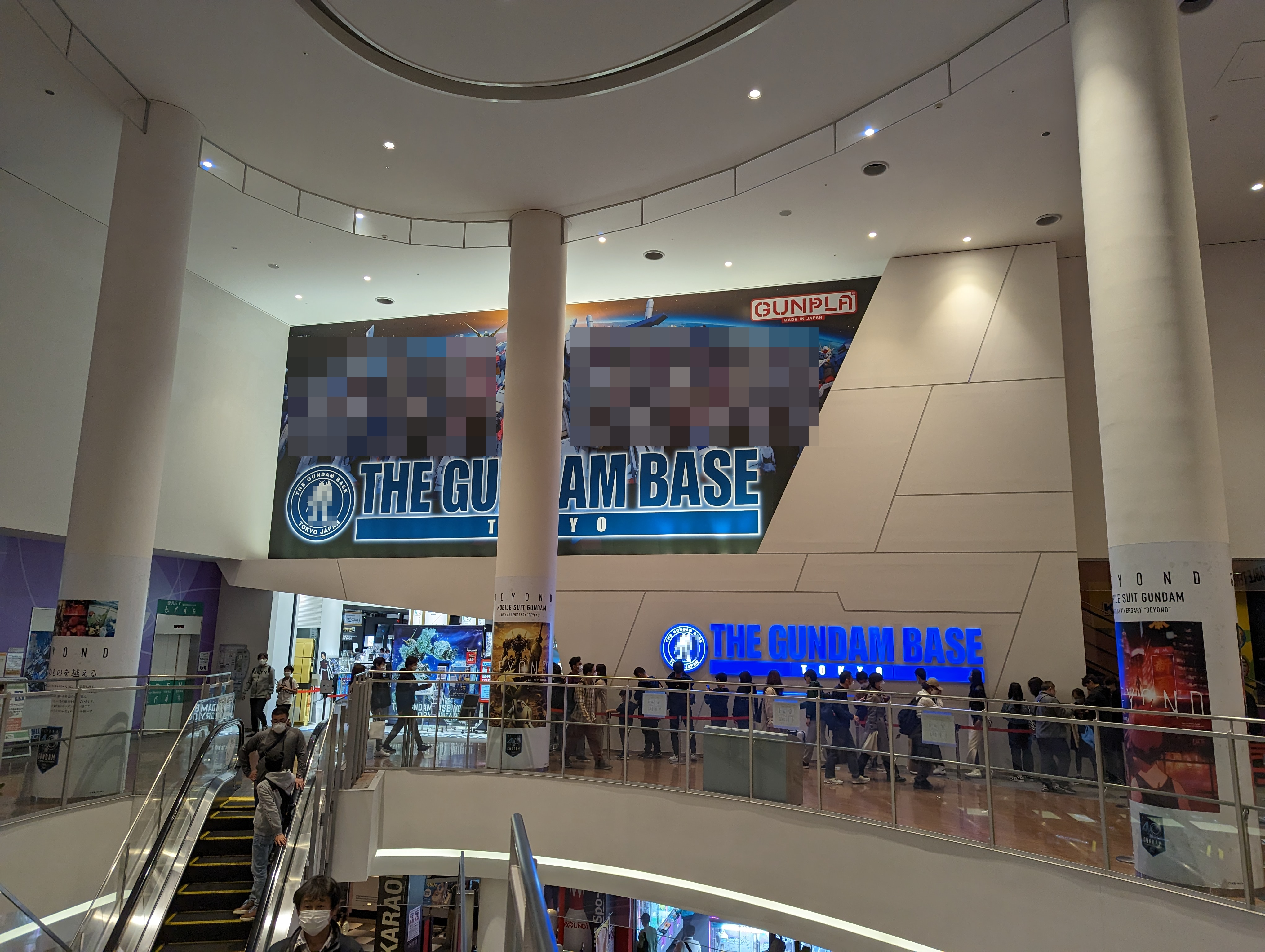
نمایشگاه گاندم

گاندم (به ژاپنی: ガンダム Gandamu، به انگلیسی: Gundam) نام یک فرنچایز رسانه‌ای علمی–تخیلی با موضوع مکا (ربات‌های انسان‌نمای غول پیکر)، که از تولیدات استودیوی ژاپنی سانرایز است. پروژه‌های گاندام با عنوان موبایل سوتز، از آوریل سال ۱۹۷۹ با مجموعه تلویزیونی انیمه ای به نام موبایل سوت گاندام شروع شد، و تاکنون دارای هفت خط داستانی مستقل هستند.